# موبين نت
موبين نت (بالفارسية: مبين نت) هي مزود خدمة إنترنت إيراني. الاسم الرسمي للشركة هو «شركة موبين نت للاتصالات». وقد تم تأسيس هذه الشركة شبه الخاصة في عام 2007 من خلال توفير خدمات وايماكس والإنترنت اللاسلكي للمستخدمين المنزليين في طهران. تتوفر خدمة وايماكس في أكثر من 130 مدينة وبلدة في إيران.

## منتجات وخدمات
تقدم شركة موبين نت للاتصالات خدمات متنوعة لمستخدمي المنازل والأعمال:
- خدمة وايماكس
- إنترنت لاسلكي
- الإنترنت ذات النطاق العريض
- خدمة TD-LTE

## وصلات خارجية
- الموقع الرسمي